# Håvard Wiik
Håvard Wiik (né le 10 mars 1975) est un pianiste norvégien de jazz.

## Biographie
Håvard Wiik se fait connaître en 1992 par sa prestation au Molde International Jazz Festival et étudie au Conservatoire de musique de Trondheim de 1994 à 1996, où il joue avec le saxophoniste Gisle Johansen, le bassiste Ingebrigt Håker Flaten et le batteur Paal Nilssen-Love dans le quartet Element. Avec Flaten, Love et les musiciens suédois Magnus Broo et Fredrik Ljungkvist, il forme en 1999 le groupe Atomic. Il joue également avec Flaten dans le trio de Ken Vandermark (Furnace, 2002) et en duo avec le saxophoniste ténor Håkon Kornstad sur l'album Eight Tunes We Like (2003). 
Durant sa carrière, Wiik travaille avec Arild Andersen, Karin Krog, Petter Wettre (Pig Virus, 1996), Jens Arne Molvær, Mads La Cour ainsi qu'avec des artistes internationaux comme Chris Potter, Mark Turner et Iain Ballamy. Wiik travaille aussi avec son Håvard Wiik Trio avec le bassiste Mats Eilertsen et le batteur Per Oddvar Johansen, et enregistre l'album Postures (2003) pour le label Jazzland. En 2018, l'album en trio This Is Not a Waltz sort.
Wiik a reçu de nombreuses récompenses en Norvège, la dernière en date étant le Vitalprisen au festival de jazz de Kongsberg en 2006. 

## Distinctions
- 1999 : Prix « Have No Fear » décerné par Oslo Jazzradio
- 2004 : Artiste de l'année au Molde Jazz
- 2004 : Nommé pour Alarmprisen 2004 dans la catégorie album de jazz de l'année pour Postures[2]
- 2004 : Nomination pour le Spellemannprisen 2003 dans la catégorie jazz pour Postures[3].
- 2005 : Artiste de l'année au SoddJazz
- 2006 : Vitalprisen au Kongsberg Jazzfestival[4]
- 2006 : Nomination pour l'Alarm Award 2006 dans la catégorie album de jazz de l'année pour Eight Tunes We Like (avec Håkon Kornstad)[5]
- 2007 : Nommé au Spellemannprisen 2006 dans la catégorie jazz pour The Band and the Beautiful (avec Håkon Kornstad)[6].